# Peridea flavilunata
Peridea flavilunata är en fjärilsart som beskrevs av Warnecke 1943. Peridea flavilunata ingår i släktet Peridea och familjen tandspinnare. Inga underarter finns listade i Catalogue of Life.